# ツルシカズヒコ
ツルシ カズヒコ（本名：靍師 一彦(読み同じ)、1955年8月5日 - ）は編集者、会社経営者。宮城県遠田郡小牛田町（現・美里町）出身。早稲田大学法学部卒業。元『週刊SPA!』編集長。現在は『Crazy Yang（クレイジー・ヤン）』編集長。『Crazy Yang（クレイジー・ヤン）』の経営母体である株式会社ハッピーコーイング代表取締役。裁縫家、漫画家、イラストレーターのワタナベ・コウは妻。

## 人物・経歴
- 1971年3月、美里町立小牛田中学校卒業。
- 1974年3月、宮城県古川高等学校卒業。
- 1979年3月、早稲田大学法学部卒業。80年代を代表するヒット曲『翼の折れたエンジェル』の作詞作曲者、高橋研は大学時代のクラスメイト。
- 1979年4月、國學院大學文学部日本史学科3年に学士入学するが同年秋に中退。
- 1981年3月、みのり書房入社。アニメ専門誌『月刊OUT』編集に携わる。当時、ギャグライターだったさくまあきら、堀井雄二の連載を担当する。
- 1986年4月、サンケイ出版（現扶桑社）入社。『月刊プロ野球ニュース』、『週刊サンケイ』の編集に携わる。『週刊サンケイ』では 佐藤陽子 (ヴァイオリニスト)の対談やいしかわじゅんのルポ連載を担当する。
- 1988年、『週刊SPA!』創刊から同誌の編集に携わる。
- 1993年〜95年、『週刊SPA!』3代目編集長を務める。小林よしのり「ゴーマニズム宣言」[1]、鈴木邦男「夕刻のコペルニクス」[2]、四方田犬彦、片山杜秀[3]、宅八郎などのコラムや天久聖一率いる「バカはサイレンで泣く」などの連載に関わる。『週刊SPA!』1995年新年合併号の発行部数は50万8000部、同誌史上最高部数を記録する。
- 1995年、オウム真理教事件を機に「ゴーマニズム宣言」の小学館『SAPIO』への移籍、これに関連した宅八郎の切通理作に対する名誉毀損トラブルが発生し、編集長を解任される。
- 1997年、扶桑社を退社[4]。以後、フリーランスの編集者＆ライターとして活動。
- 1997年〜02年、創 (雑誌)で「月刊ツルシ」連載（97年9月号〜02年10月号）。片山杜秀（片山素秀）、丸目蔵人、大泉実成、石丸元章、赤田祐一、竹熊健太郎、南原四郎、蔵前仁一、二村ヒトシ、清水諭、大徳哲雄、森岡浩、北川昌弘、柳本元晴、ゲッツ板谷、青山正明、成澤浩一などのインタビューをする。
- 1998年、『装苑』（98年4月号〜12月号）で「ツルシカズヒコのドキドキ倶楽部」連載。赤田祐一編集長時代の『クイック・ジャパン』、都築響一による『装苑』編集部の撮影、伊集院光インタビュー、枡野浩一によるザ・ピロウズのルポなどの企画を誌面化する。「ツルシカズヒコのドキドキ倶楽部」のタイトルロゴは天久聖一画。
- 1998年、ワタナベ・コウと「台湾」をキーワードにした冊子『没問題（メイウェンテイ）』を制作。これが後の『Crazy Yang（クレイジー・ヤン）』創刊に繋がる。
- 1998年、『トーキング・ロフト』（ロフトブックス）編集長を務める。
- 1999年〜03年、野球小僧（雑誌）（3号〜14号）に野球ルポを執筆。
- 2000年〜01年、『東京パチンカー＆スロッター』、『デジパチ必勝ガイド』で「ポチ＆コウの旅打ちのススメ」連載。
- 2000年7月〜8月、朝日新聞（東京都版）で「ポチ＆コウの球場へ行こう！」「ポチ＆コウの甲子園へ行こう！」を短期連載。
- 2003年〜05年、新潟県新井頸南地区（現：妙高市）の広報誌『妙高博物園新聞』編集長を務める。
- 2003年6月、『Crazy Yang（クレイジー・ヤン）』を創刊。
- 2005年〜08年、月刊誌『メモ 男の部屋』（05年3月号〜08年5月号）で書評を担当。
- 2006年、月刊誌『言語同断』（メディアックス）を創刊。編集長を務める。
- 2007年3月、株式会社ハッピーコーイングを設立。同社代表取締役に就任。
- 2011年3月、ワタナベ・コウ著『裁縫女子』（リトルモア）出版。その編集を手がける。
- 2011年8月、ワタナベ・コウ著『節電女子』（日本文芸社）出版。その編集を手がける。
- 2012年3月、ワタナベ・コウ著『裁縫女子宣言！』（バジリコ）出版。その編集を手がける。
- 2016年3月～、ツルシカズヒコ【あきらめない生き方　詳伝・伊藤野枝】連載中。
- 2016年3月～、『しんぶん赤旗』で「ツルシのぶらり探訪」連載中。
- 2017年10月～11月、『しんぶん赤旗』の「水曜エッセー」欄でツルシカズヒコ「秩父事件を歩く」連載。
- 2017年11月～12月、『しんぶん赤旗』の「水曜エッセー」欄でツルシカズヒコ「五日市憲法を歩く」連載。

## 著書
- 『秩父事件再発見　民主主義の源流を歩く』（新日本出版社、2018年7月20日）
- 『「週刊SPA!」黄金伝説 1988〜1995 おたくの時代を作った男』（朝日新聞出版、2010年6月30日）
- 『ポチ＆コウの野球旅』（ワタナベ・コウとの共著、光文社・知恵の森文庫、2004年3月15日）
- 『しみじみしあわせ夫婦の素』（ワタナベ・コウとの共著、KKベストセラーズ、2001年）
- 『ポチ＆コウの野球旅』（ワタナベ・コウとの共著、B.R.サーカス、2000年3月15日）
- 『ポチ＆コウの台湾へ行こう！』（ワタナベ・コウとの共著、太田出版、1999年4月20日）